# Le parole dimenticate di Gesù
Le parole dimenticate di Gesù è un libro curato da Mauro Pesce e pubblicato nel 2004. Consiste in una raccolta di detti attribuiti a Gesù e non presenti nei vangeli canonici. La struttura è peculiare: sono stati infatti scelti solamente detti riscontrabili in testi greci e latini (riportati a fronte) perché la serie di libri della Fondazione Valla prevede solo testi greci e latini. Inoltre il libro presenta non solo le parole attribuite a Gesù in vari testi e autori, ma anche tutti i passi di un medesimo autore, come Girolamo o Origene ad esempio, permettendo così una ricerca scientifica autonoma al lettore.
Il copioso apparato di note rende utile il libro come testo per studiare l'evoluzione e i rapporti interni a tutta la vastissima letteratura evangelica antica.

## Edizioni
- Mauro Pesce (a cura di), Le parole dimenticate di Gesù. Testo greco e latino a fronte, Fondazione Lorenzo Valla/Arnoldo Mondadori Editore, 2004,  pp. 814, ISBN 88-04-51347-0.